# Antonio Cano
Antonio Cano Curriela (né à Lorca le 18 décembre 1811 et mort le 21 octobre 1897 à Madrid) est un guitariste et compositeur espagnol.

## Biographie
Il étudie la guitare avec les maîtres Ayala et Indalecio Soriano Fuertes (es) à Murcie. À partir de 1847, il donne plusieurs concerts à Madrid avec un succès retentissant. Il entreprend ensuite une tournée artistique en France et au Portugal en 1853 et est nommé en 1859 professeur de chambre pour l'infant Sébastien de Bourbon .
Il est l'auteur de La guitarra , une collection de compositions originales et de transcriptions sur des motifs d'opéra (1850) et d'une méthode pour la guitare. En 1874, il est professeur à l'École nationale des sourds et des aveugles.

## Œuvres
- Álbum de seis composiciones, no 2, Madrid : A. Romero, 1867
- Álbum de seis composiciones de mediana dificultad, Madrid : A. Romero, 1867